# Philoponella hilaris
Philoponella hilaris är en spindelart som först beskrevs av Simon 1906.  Philoponella hilaris ingår i släktet Philoponella och familjen krusnätsspindlar. Inga underarter finns listade i Catalogue of Life.